# Xian de Dêqên
Le xian de Dêqên ou Dechen (tibétain : བདེ་ཆེན་རྫོང་ ; chinois simplifié : 德钦县 ; chinois traditionnel : 德欽縣 ; pinyin : Déqīn xiàn) est un district administratif de la province du Yunnan en Chine, situé dans la partie méridionale de la province traditionnelle du Kham au Tibet oriental. Il est placé sous la juridiction de la préfecture autonome tibétaine de Diqing.
Il trouve l'origine de son nom dans celui de l'explorateur-missionnaire belge Constant de Deken, que l'on retrouvera également dans ce qui deviendra le Congo belge. Léopold II était en effet à la recherche de nouveaux territoires, et Constant De Deken avait été chargé de jeter les fondements de ces projets.
En 1881, il arrive au vicariat apostolique de Kan-Su-Koukounor (province actuelle de Gansu). Jusqu'en 1891, Constant De Deken poursuivra sa mission au Tibet et en Chine. (Lire : De Deken, C., Dwars door Azië, Antwerpen, Clément Thibaut, 1902, 400 p.) Elle s'achèvera à Shanghaï, où l'on retrouve une statue à son effigie.

## Démographie
La population du district était de 58 348 habitants en 1999.

## Culture
- Église du Sacré-Cœur de Tsedjrong, église romane construite par des missionnaires français au XIXe siècle, détruite par un incendie et reconstruite entre 1907 et 1911.

## Tourisme
- Meili xueshan, massif situé à la frontière entre la Région autonome du Tibet et le Yunnan dont le point culminant est le Khawa Karpo (6 740 mètres ).